# Prati Bagnati del Monte Analogo
Prati Bagnati del Monte Analogo è l'unico album in studio della coppia formata dai compositori italiani Raul Lovisoni e Francesco Messina, pubblicato nel 1979 dalla Cramps Records per una serie curata da Franco Battiato (che è anche produttore).

## L'album
L'album si pone come una sorta di prosieguo e completamento dell'opera incompiuta dello scrittore e poeta francese René Daumal Il Monte Analogo. Il romanzo metaforico infatti racconta di un gruppo di alpinisti che vuole scoprire quale sia la vetta più alta del mondo e parte da Parigi per scoprirla e scalarla. Dopo aver navigato su una strana rotta, a bordo di una barca chiamata "l'Impossibile", approda nell'isola del Monte Analogo che fa continente a sé, dove trova una popolazione con usi e costumi strani, discendente di tutto il mondo e di tutti i tempi che, allo stesso modo dei protagonisti, spera di scalare la vetta. Dopo un soggiorno nel villaggio di Porto-delle-Scimmie, e alcune considerazioni metafisiche sull'alpinismo, gli uomini affrontano l'ascensione, arrivando quasi al campo base. Ne I prati bagnati del Monte Analogo Lovisoni e Messina sembrano riprendere da questo punto in cui lo scritto si era interrotto per descrivere la cima del monte, coperta dai prati bagnati, ed in tal senso le tre composizioni dell'album rappresenterebbero l’atmosfera che si respira su questi prati.

Raul Lovisoni descrive i suoi brani nella busta interna del vinile: 

## Accoglienza

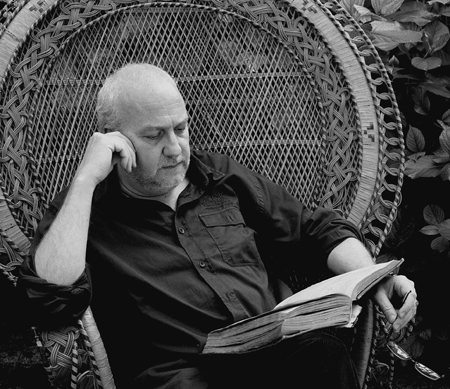
Raul Lovisoni nel 2004

Prati Bagnati del Monte Analogo ha guadagnato con il tempo lo status di album di culto, fuori e dentro l'Italia. Venne apprezzato da artisti come Steven Wilson, leader dei Porcupine Tree, che nel 2008 lo inserì nella sua personale playlist presente sul sito ufficiale della band.
Nel 2013, l'etichetta discografica Die Schachtel ripubblicò l'album in maniera da garantirgli una più ampia distribuzione, con Battiato sempre in qualità di produttore.

## Tracce
Francesco Messina e Raul Lovisoni si spartirono i due lati del vinile: il primo compose la title track, che occupò l'intero lato A, mentre il secondo Hula Om e Amon Ra, sul lato B.
1. Prati Bagnati del Monte Analogo – 23:48 (Francesco Messina)
2. Hula Om – 9:17 (Raul Lovisoni)
3. Amon Ra – 11:49 (Raul Lovisoni)

## Formazione
- Francesco Messina: Vocoder Moog, Sinth Vocoder Roland, Sinthi EMS (1)
- Raul Lovisoni: Glasspiel (3)
- Michele Fedrigotti: Pianoforte (1)
- Patti Tassini: Arpa (2)
- Juri Camisasca: Voce (3)